# Бакстер-стріт
Бакстер-стріт (англ. Baxter Street) — вузька вулиця, яка пролягає з півночі на південь у боро Мангеттен у Нью-Йорку в США. Розташована між Малберрі-стріт і Центр-стріт. Пролягає через Маленьку Італію та край Чайна-тауну. Сьогодні вона пролягає в одному напрямку на південь від Гранд-стріт до Хоган-Плейс і в односторонньому напрямку на північ до свого найпівденнішого кварталу від Ворт-стріт до Хоган-Плейс.
Спочатку названа Оранж-стріт, Бакстер-стріт була відома як головна вулиця, яка утворювала горезвісне перехрестя П'ять пунктів (спочатку це був звичайний кут Оранж-стріт і Крос-стріт, а потім Ентоні-стріт, яку пізніше перейменували на Ворт-стріт, перерізали до перетину в 1817, розділивши один із чотирьох кутів на два, так що отримане з'єднання складалося з п'яти «точок» на карті). Вулиця названа на честь підполковника Чарльза Бакстера, героя мексиканської війни, який був убитий у Чапультепеку в 1849 році.

## Історія

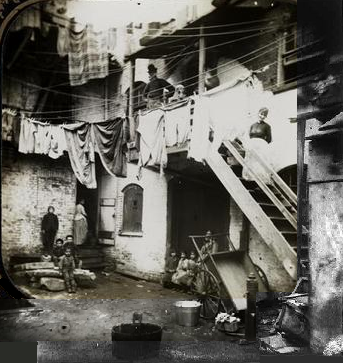
Бакстер-стріт 24 біля перехрестя Файв пойнтс. 1888 рік

До середини вісімнадцятого століття дана територія була ще незабудованою. Оранж-стріт вперше зображена на карті 1754 року як вулиця з двох кварталів, що тягнеться від «Хай-роуд ін Бостон» (яка пізніше стала Чатем-стріт і, нарешті, Парк-роу), і закінчується на невеликій галявині, де пізніше утворився «вигин» на вулиці, яка в той час проходила вздовж берега безіменного водоймища з «прісною водою», а фактично болота яке лежало на півночі, пізніше відомого як «Збірний ставок». Майбутнє перехрестя «Файв пойнтс» у той час було звичайним перетином двох вулиць, Оранж-стріт та Крос-стріт, причому Крос-стріт йшла від Мотт-стріт до непоміченої «Літтл Вотер-стріт», а потім закінчувалася на берегах ставка. Ентоні-стріт (яка завершувала «Файв пойнтс» і пізніше була перейменована на Ворт-стріт) ще не існувало.